# Hugh May

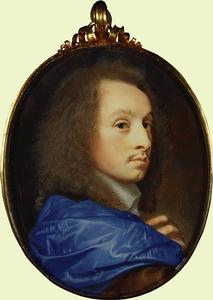
Hugh May

Hugh May (* 1621; † 21. Februar 1684) war ein englischer Architekt, der während der Stuart-Restauration unter Charles II. tätig war. May war damit in einem Zeitraum als Architekt aktiv, der zwischen der ersten Einführung des Palladianismus in England durch Inigo Jones und der Blüte des englischen Barocks unter John Vanbrugh und Nicholas Hawksmoor liegt. Seine eigenen Arbeiten waren sowohl durch die Arbeiten von Inigo Jones und als auch die klassizistische niederländische Architektur beeinflusst.
Nur wenige Bauten von May sind bis heute erhalten geblieben. Zu diesen gehört Eltham Lodge sowie die Ostfront, Ställe und die Kapelle des Cornbury House. Trotzdem gelten seine Arbeiten als einflussreich und bedeutsam für die Architekturentwicklung in England und Schottland. Gemeinsam mit seinem Zeitgenossen Richard Pratt geht auf May die Einführung eines anglo-niederländischen Baustil zurück, der weithin imitiert wurde.

## Leben
Hugh May war der siebte Sohn von John May aus dem Dorf Mid Lavant, West Sussex und seiner Frau Elizabeth Hill. Er wurde am 2. Oktober 1621 getauft, sein Geburtsdatum ist anders als der Tag seiner Taufe nicht bekannt.
Die Familie May war königstreu: Hugh May war unter anderem Cousin von Baptist May, dem privaten Schatzmeister des englischen Königs Charles II. An seiner Loyalität zum englischen König festhaltend, verbrachte Hugh May die Jahre während Oliver Cromwells Commonwealth im Dienst des Duke of Buckingham. May kümmerte sich in dieser Zeit unter anderem darum, dass Kunstwerke aus dem Londoner Palast des Herzogs in die Niederlande gebracht wurden, wo der Duke of Buckingham im Exil lebte. May lernte hier die zeitgenössische niederländische Architektur kennen. Diese kennzeichnete sich durch einfache, aber elegante Ziegelbauten, wie sie unter anderem von den niederländischen Architekten Jacob van Campen und Pieter Post entworfen wurden.
May freundete sich in dieser Zeit auch mit dem Hofmaler Peter Lely an und zu zweit verbrachten sie 1656 einige Zeit am Hofe von Charles II., der ebenfalls im Exil lebte. Zu Mays Freundeskreis zählte außerdem Samuel Pepys, der May einen geistreichen und genialen Mann nannte, sowie Roger North und John Evelyn, denen May bei der Übersetzung von Roland Fréarts architekturtheoretischen Schriften behilflich war. Es sind keine Entwürfe oder Baupläne von Hugh May überliefert und es ist möglich, dass er sich bei seinen Arbeiten auf technische Zeichner verließ.
Hugh May starb im Alter von 63 Jahren und liegt in der Kirche des Dorfes Mid Lavant begraben.

## Bauwerke
Nach der Rückkehr von Charles II. nach England wurde May am 29. Juni mit der Ernennung zum Zahlmeister des Office of Works für seine Treue belohnt. Dem sogenannten Office of Works unterstanden alle Bauarbeiten an den Königlichen Schlössern und Wohnsitzen. Aufträge für die Planung und Errichtung von Bauwerken erhielt er jedoch zunächst nicht durch den englischen König, sondern durch Personen, die er am königlichen Hof kennengelernt hatte. Sein erstes Bauwerk war Eltham Lodge, Kent (1663–1664) für den Baronet John Shaw. Der Ziegelbau wies deutlich Einflüsse durch die niederländische Architektur auf. Cornbury House, Oxfordshire (1663–1668) wurde in einem ähnlichen  Stil erbaut, Auftraggeber dieses Baus war Edward Hyde, 1. Earl of Clarendon. Mays bekanntestes Bauwerk wurde Berkeley House am Londoner Piccadilly (1664–1666, abgerissen 1733), das er im Auftrag von Lord Berkeley errichtete. Dieses Haus, das mit seinen quadratischen Kolonnaden Elemente des Palladianismus aufgriff, wurde mehrfach von anderen Architekten kopiert. Für den Earl of Essex ergänzte May den Landsitz Cassiobury, Hertfordshire (1674, abgerissen 1922) um Flügel und gestaltete einen Teil der Innenräume neu. May arbeitete dabei erstmals mit Grinling Gibbons zusammen, der bis heute als der bedeutendste englische Bildhauer gilt. Möglicherweise war May auch der Architekt des ursprünglichen Burlington House, dass für den Dichter John Denham errichtet wurde. Sicher ist, dass er den Earl of Burlington beriet, nachdem dieser das Haus 1667 kaufte.
Alle Bauten Mays lehnten sich an den zeitgenössischen niederländischen Klassizismus an, als dessen promintestes Beispiel das Mauritshuis (1636–1641) gilt. Er führte damit einen rationellen, jedoch klassizistisch eleganten Hausertyp in England ein. Sein Stil, der schlichter war als der der englischen Architekten Jones oder Pratt, wurde häufig kopiert. Beispiele dafür sind Melton Constable, Norfolk (1665) und Ramsbury Manor, Wiltshire (1681–1686). Mays and Pratts Weiterentwicklung des Baustils von Inigo Jones beeinflusste wiederum ihren zeitgenössischen Kollegen Christopher Wren und verbreitete sich durch die Bauwerke von William Bruce bis nach Schottland.

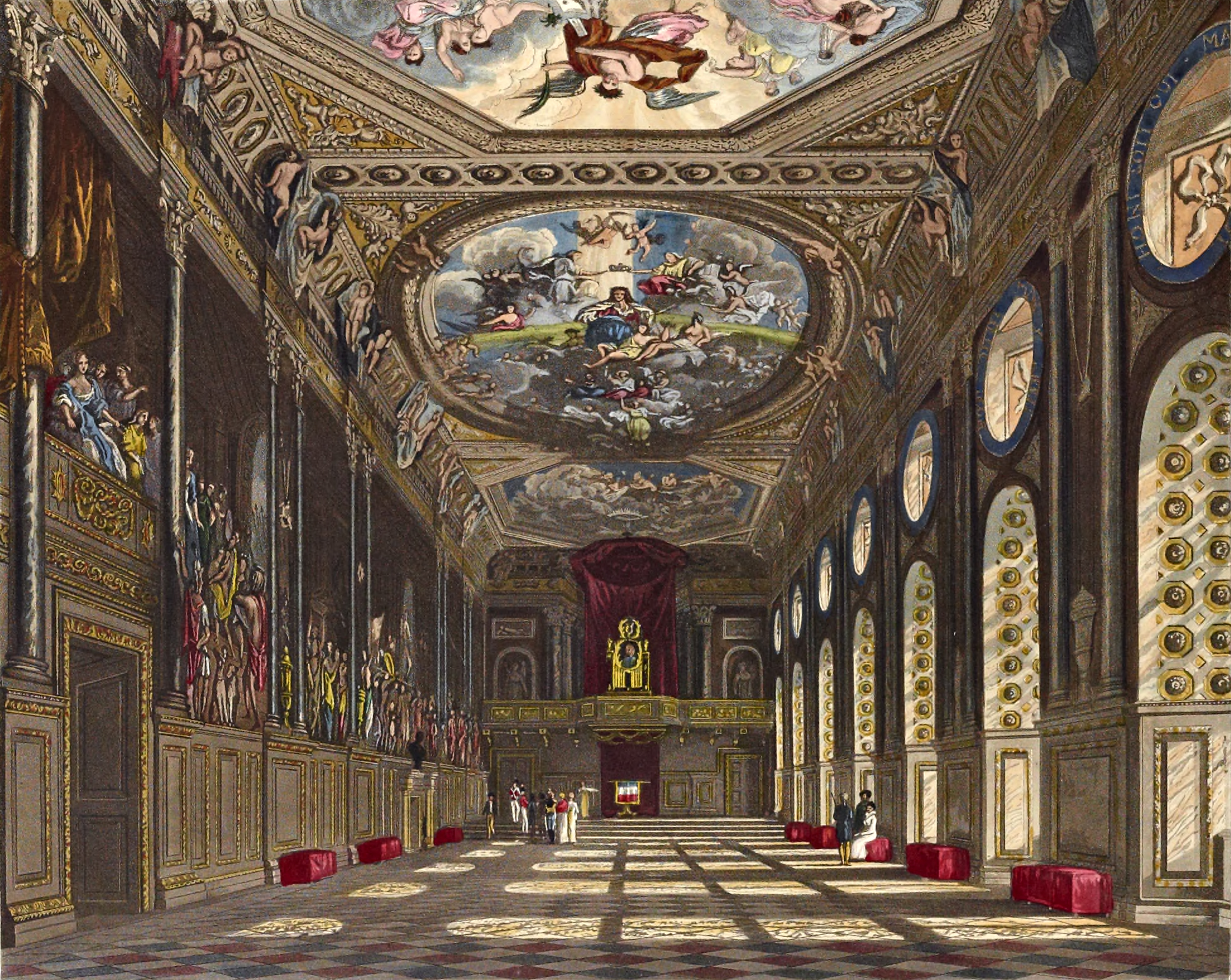
St George’s Hall, Windsor Castle, 1819

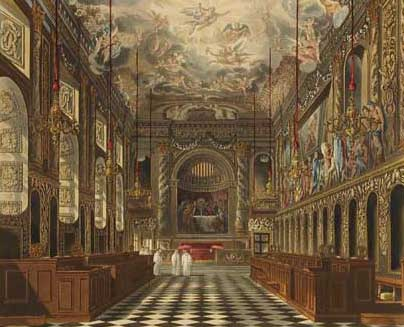
Royal Chapel, Windsor Castle, in 1819

## Wiederaufbau Londons
Nach dem Großen Brand von London im September 1666 war Hugh May einer der drei Personen, die Charles II. als Mitglied einer Kommission benannte, die mit den Aufbau der Stadt beauftragt wurden. Die beiden anderen Ernannten waren Roger Pratt und Christopher Wren. Insgesamt bestand die Kommission aus sechs Personen, die drei anderen waren Vertreter der City of London: Robert Hooke, Kurator der Royal Society, und zwei Männer mit Lokalkenntnissen, Edward Jerman (um 1605–1668) und Peter Mills, der Stadtvermesser. Mays Rolle bei diesem Wiederaufbau blieb jedoch relativ begrenzt.

## Umbau des Windsor Castle
Im Juni 1668 wurde May zum Controller des Office of Works  befördert und zum Beamten am Court of Common Pleas ernannt. Letzteres war ein Gerichtshof, an dem Zivilrechtsfälle verhandelt wurden. Im November 1673 wurde mit dem Umbau von Windsor Castle beauftragt. Gemeinsam mit Lely hatte May wesentlichen Anteil daran, dass Grinling Gibbons beauftragt wurde, die Schnitzereien für die Neugestaltung der Räume auszuführen.
Beim Umbau von Windsor Castle ersetzte May die ursprünglichen Gemächer aus der Zeit der Plantagenets an der Nordterrasse durch das würfelförmige Sterngebäude (Star Building). Diese Gemächer wurden mit Deckengemälden von Antonio Verrio und Schnitzereien von Grinling Gibbons verziert. Der König erwarb auch Wandteppiche und Gemälde, um die Räume auszustatten. Diese Kunstwerke bildeten den Grundstock für die heutige königliche Sammlung, die Royal Collection. Drei der Räume sind weitgehend unverändert erhalten geblieben: das Aufenthaltszimmer und das Audienzzimmer der Königin, die beide für die Ehefrau Charles II., Katharina von Braganza gestaltet wurden, und der Speisesaal des Königs. In diesen Gemächern sind sowohl die Deckengemälde von Verrio als auch die Wandvertäfelungen von Gibbons erhalten. Ursprünglich gab es zwanzig Räume in dieser Ausstattung. Einige von Gibbons Arbeiten wurden gerettet, wenn infolge von Umbauten oder Restaurierungen Änderungen durchgeführt wurden. Im 19. Jahrhundert wurden diese Schnitzereien dann in die neue Innenausstattung des Thronsaals des Hosenbandordens sowie in die Waterlookammer integriert. Der größte Raum, die sogenannte St. George’s Hall, wurde 1826 verändert als  Jeffry Wyatville  die Räume von Windsor Castle umbaute. Die St. George’s Hall diente jedoch als Modell für Christopher Wrens Great Hall des Palace of Placentia.

## Einzelbelege
1. 1 2  Summerson, S. 175
2. 1 2 3 4 5 6  Colvin, S. 646–648.
3. 1 2  Summerson, S. 174
4. ↑  Colvin, S. 172–176
5. ↑  Stephen Inwood: A History of London, S. 246.
6. ↑  Summerson, S. 187